# Milton H. Erickson

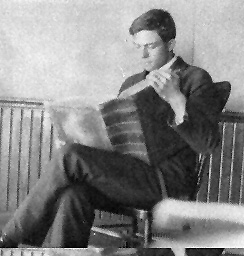
Milton H. Erickson

Milton Hyland Erickson (Aurum (Nevada), 5 december 1901 – Phoenix, (Arizona), 25 maart 1980) was een Amerikaans psychiater en psychotherapeut die de moderne hypnose toonaangevend vormde en het gebruik ervan in de psychotherapie invoerde.

## Leven
Milton Erickson was het tweede van negen kinderen van het echtpaar Albert en Clara Erickson. Zijn vader was een kind van Noorse immigranten en zijn moeder kwam uit een familie die al generaties lang in New England woonde.
Op zijn vijfde trok het gezin naar Lowell (Wisconsin), waar hij de basisschool en, in het nabij gelegen Wishfield, de high school volgde. Hij leed aan dyslexie. Zo las hij het woordenboek altijd vanaf het begin wanneer hij een begrip zocht. Hij gold lange tijd als achterlijk.
Kort na het afronden van de high school kreeg Erickson in 1919 polio. Hij raakte in coma en aanvankelijk dacht men dat hij het niet zou overleven. Drie dagen later kwam hij weer bij bewustzijn, volkomen verlamd. Toen hij enige tijd daarna in een schommelstoel zat, wist hij door zijn diepe wens om uit het raam te kunnen kijken de schommelstoel licht in beweging te brengen. Deze ideomotorische belevenis motiveerde hem verder te oefenen. Een klein jaar later lukte het hem om zich op krukken voort te bewegen en bezocht hij de Universiteit van Wisconsin.
Het doktersadvies om te rusten negerend ondernam hij een intussen legendarische lange kanotrip van 1200 mijl op de Mississippi. Daarmee verwierf zijn lichamelijke kracht opnieuw grote vooruitgang. Twee jaar later kon hij weer zonder krukken lopen; alleen een hinken aan de rechterkant bleef.
In het tweede jaar op de universiteit kwam hij in contact met hypnose. Hij was gefascineerd door de mogelijkheden en werkte aan één stuk verschillende technieken uit en onderzocht op welke manieren mensen te beïnvloeden zijn. Tegen de destijds heersende dogma's in werkte Erickson individualiseerbare methoden uit.
Hij trouwde voor de eerste keer in 1925 en kreeg in dit huwelijk drie kinderen. Hij scheidde in 1935. Korte tijd later leerde hij Betty kennen en trouwde met haar in 1936. Uit dit huwelijk kwamen vijf kinderen voort.
In 1928 sloot hij zijn studie af met een Master of Arts in de psychologie en een Doctoraat in de medicijnen. Tussen 1930 en 1934 had hij verschillende posities tot aan leidend psychiater van het Worcester State Hospital in Massachusetts. Hier kon hij verder werken aan hypnose en kon hij de inzetmogelijkheden ervan onderzoeken.
Van 1934 tot 1948 was hij gewoon hoogleraar psychiatrie aan de medische faculteit van de Universiteit van Wayne State in Detroit in Michigan. In 1939 ontving hij het getuigschrift van medisch specialist in de psychiatrie.
In 1947 liep hij een verwonding op na een val van de fiets. Ondanks dat hij bekend was met de allergische reactie op de entstof, liet Erickson zich vanwege het gevaar voor tetanus inenten. Het gevolg was een anafylactische shock die hij ternauwernood overleefde. Vervolgens kreeg hij een zware allergie tegen pollen die hem tot verhuizing dwong naar het mildere klimaat van Phoenix (Arizona). Hier zette hij een particuliere praktijk op. Hier kreeg hij last van nog andere allergieën, tegen huisstof en verschillende levensmiddelen. Hij voerde zijn praktijk daarom direct vanuit zijn eigen huis.
In 1953 kreeg hij opnieuw polio samen met spierziekte. Hij ging naar Maryland. Toch ondernam hij in die tijd – in zoverre zijn lichaam hem dat toe liet – omvangrijke schriftelijke activiteiten en voordrachtsreizen. Hij werkte toen intensief samen met Jay Haley, Gregory Bateson, Margaret Mead, Lawrence Kubie en John Weakland.
In 1957 richtte Erickson het Amerikaans Genootschap voor Klinische Hypnose op en nam daarvan het voorzitterschap op zich. Van 1958 tot 1968 bracht hij het American Journal of Clinical Hypnosis uit.
Vanwege zijn toenemend verslechterende gezondheidstoestand brak hij in 1969 zijn voordrachts- en reisactiviteiten af; in 1974 gaf hij ook zijn privépraktijk op. Vanaf 1976 kreeg hij voor de derde keer polio met spieruitval en meervoudige pijntoestanden. Vanaf die tijd was hij aan de rolstoel gebonden en was zijn gezicht voor de helft verlamd. Op 25 maart 1980 overleed Milton Erickson op 78-jarige leeftijd in zijn huis in Phoenix.

## Verrichtingen
De bewusteloosheid die veroorzaakt werd door zijn ziekte, noemde hij later het begin van zijn interesse in de trancetoestand. De herstelfase zonder hoop op volledige genezing, benutte Erickson juist om gedeeltelijke dissociatie te oefenen.
Het is aan Erickson te danken dat hypnose in de psychotherapie weer meer werd ingezet, sinds het door de afwijzing van Sigmund Freud, die geen goede hypnotiseur was, lange tijd naar de achtergrond was gedrongen. Hij ontwikkelde een nieuw beginsel. Dit legt de nadruk op de individualiteit van elke afzonderlijke cliënt of patiënt. Dit beginsel stond in contrast met de gestandaardiseerde en autoritaire methodes die tot in de jaren vijftig en zestig van de 20e eeuw heersten. Erickson legde verder de nadruk op de positieve rol van het onbewuste. Anders dan bij Freud is voor Erickson het onbewuste een onuitputtelijke bron van creatieve zelfheling. Het is in de ogen van Erickson een toevluchtsoord waarin zelden gebruikte ervaringen verborgen liggen met helende kwaliteiten. Door bijzondere verbale en non-verbale technieken te ontwikkelen en in te zetten, stelde hij zijn cliënten in staat om die onbewuste bronnen meer de leiding te geven in het ontwikkelingsproces van de cliënt.
Ericksons methode van de hypnotherapie werkte door op Jay Haley tot en met de grondleggers van Neuro-Linguïstisch Programmeren (NLP), Richard Bandler en John Grinder. Zij hebben de manier waarop Erickson met de hypnotische spraak werkte in een eigen model, het Milton-Model beschreven.
Al tijdens zijn leven had Erickson de faam verworven van een uitzonderlijk begaafd hypnotiseur en hypnotherapeut. Door zijn reputatie kwam hij zelfs op het titelblad van de Times. Door zijn talrijke wetenschappelijke publicaties werd het denken over hypnose fundamenteel veranderd. Jeff Zeig en Ernest Rossi waren gedurende vele jaren zijn leerlingen en hebben samen met hem enkele boeken gepubliceerd. Erickson had ook professionele contacten met Aldous Huxley, met wie hij de grensgebieden van de psychologie onderzocht.
In diens overlijdensjaar 1980 werd te zijner ere het Milton Erickson-Genootschap opgericht, dat tot op heden in Phoenix het meest omvangrijke archief van zijn werk herbergt.

## Boeken in het Nederlands
De volgende boeken van Erickson zijn nu nog leverbaar in het Nederlands
- Erickson, Milton H, Onbewust leren, Paperback, Uitgeverij Karnak, 1992, ISBN 9063500548
- Erickson, Milton H, Mijn stem gaat met je mee, Paperback, Uitgeverij Karnak, 1987, ISBN 9063500416
- Erickson, Milton H, De Februariman, Paperback, Uitgeverij Karnak, 1991, ISBN 9063500521